# Thomas Bibb
Thomas Bibb (7 de abril de 1783 - 20 de septiembre de 1839) fue el gobernador demócrata del estado de Alabama desde 1820 hasta 1821. Nació en el Condado de Amelia (Virginia) en 1783. Era presidente del Senado de Alabama cuando su hermano, el gobernador William Wyatt Bibb, murió el 10 de julio de 1820 y ocupó el cargo de gobernador por el resto de su mandato. Estuvo casado con Pamelia Thompson desde 1809 hasta la muerte de Thomas en 1839.
Bibb es un ancestro de James C. Gardner, un político de Luisiana que ocupó el cargo de alcalde de Shreveport desde 1954 hasta 1958. Julia Pleasants y David Creswell, los bisabuelos maternos de Gardner, se casaron en 1854 en la casa de columnas corintias de Bibb, Belle Mina, situada en el Condado de Madison cerca de Huntsville (Alabama).